# Adriana Chelariu-Bazon
Adriana Bazon, született Adriana Chelariu (Copălău, 1963. július 5. –) világbajnok és olimpiai ezüstérmes román evezős.

## Pályafutása
Az 1984-es Los Angeles-i, az 1988-as szöulin és az 1992-es barcelonai olimpián nyolcasban ezüstérmet szerzett társaival. 1985 és 1991 között a világbajnokságokon három arany- és négy bronzérmet nyert.

## Sikerei, díjai
- Olimpiai játékok – nyolcas
  - ezüstérmes (3): 1984, Los Angeles, 1988, Szöul, 1992, Barcelona
- Világbajnokság
  - aranyérmes (3): 1987 (nyolcas és kormányos négyes), 1989 (nyolcas)
  - bronzérmes (4): 1985, 1986 (nyolcas), 1989 (kormányos nélküli négyes), 1991 (nyolcas)